# Alex Raisbeck
Alexander Galloway „Alex“ Raisbeck (* 26. Dezember 1878 in Polmont; † 12. März 1949 in Liverpool) war ein schottischer Fußballspieler und Trainer. Der Mittelläufer war ab Ende des 19. Jahrhunderts einer der ersten „Stars“ des FC Liverpool und gewann als Kapitän 1901 sowie 1906 die ersten beiden englischen Meisterschaften in der Geschichte der „Reds“.

## Sportliche Laufbahn
Raisbeck wurde in Polmont geboren, einem kleinen Dorf in der Grafschaft Stirlingshire, das zum Verwaltungsbezirk Falkirk gehört. Das Fußballspielen erlernte er zunächst bei der „Blantyre Boys Brigade“ und nach weiteren Spielen für „Larkhall Thistle“ und „Royal Albert“ sammelte er erste Erfahrungen im schottischen Spitzenfußball, als er für Hibernian Edinburgh in der schottischen Football League zwischen 1896 und 1898 in insgesamt 24 Ligapartien zum Einsatz kam. Dort agierte er zumeist auf der Halbposition in der Defensivriege – primär im Zentrum und gelegentlich auf der linken Seite.
Im März 1898 wechselte Raisbeck in die englische Football League, kehrte dem Tabellenletzten FC Stoke aber nach nur zwei Monaten und vier Ligaeinsätzen wieder den Rücken. Tom Watson, Trainer des aufstrebenden FC Liverpool, verpflichtete den jungen Schotten für 350 Pfund und verhalf ihm am 3. September 1898 gegen The Wednesday zu seinem Debüt bei den „Reds“. Raisbeck entwickelte sich schnell zur Leit- und Führungsfigur in dem Abwehrverbund des FC Liverpool, war in Kopfballduellen – obwohl mit 1,78 Meter vergleichsweise klein – nur schwer zu bezwingen und zeichnete sich generell durch intelligente Tacklings aus. Folgerichtig machte ihn Watson bereits in jungen Jahren zum Mannschaftskapitän. Unter dessen Führung wurde das Team zu einem Meisterschaftsaspiranten und mit Spielern wie Jack Cox, Billy Dunlop, Rab Howell, Sam Raybould, John Robertson und John Walker gewann der erst neun Jahre zuvor gegründete Klub seinen ersten englischen Ligatitel. Auch außerhalb des Platzes war Raisbeck einer der ersten „Superstars“ im englischen Sport, der zudem für einen Fußballprofi der damaligen Zeit großen Wert auf ein gepflegtes Äußeres mit einem stets akkuraten Haarschnitt und Schnauzbart legte. Um die damals gültige Gehaltsobergrenze von vier Pfund zu umgehen, beschäftigte ihn der Verein zudem offiziell als Kontrolleur, der die öffentliche Werbung zu den Spielen des FC Liverpool zu überwachen hatte.
Sein zunehmender Stellenwert blieb auch der schottischen Heimat nicht verborgen und am 7. April 1900 absolvierte Raisbeck für die schottische Auswahl sein erstes Länderspiel, in dem der englische Erzrivale überzeugend mit 4:1 geschlagen wurde. Bis 1907 kam er noch zu sieben weiteren Einsätzen für Schottland, wobei er die „Bravehearts“ fünf Mal als Kapitän auf Feld führte. Im „Ligaalltag“ kehrte jedoch nach dem großen Meisterschaftserfolg Tristesse ein und nach zunehmend durchwachsenen Leistungen stieg der Klub nur drei Jahre später in die zweitklassige Second Division ab. Auf Anhieb gelang dem Klub aber über den Gewinn der Zweitligameisterschaft die Rückkehr in die englische Eliteklasse, wobei sich neben Raisbecks Führungsqualitäten die Verpflichtung des „Torhüter-Oldies“ Ned Doig aus Sunderland als Glücksfall herausstellte. Nur ein Jahr später gewann Raisbeck mit dem FC Liverpool seine zweite Meisterschaft und distanzierte den Zweitplatzierten Preston North End um vier Punkte. Drei Jahre spielte Raisbeck noch für die Reds, wobei sein Team, wie bereits nach dem ersten Meisterschaftserfolg, kein Aspirant mehr für den Ligatitel war.
Raisbeck zog es zurück nach Schottland und spielte dort bis 1914 für Partick Thistle. Seine letzte Station als aktiver Fußballer war Hamilton Academical, wo er später auch erstmals das Amt des Trainers ausübte und – wie zu dieser Zeit üblich – auch die Funktionen eines Vereinssekretärs übernahm. In ähnlicher Rolle arbeitete er später für Bristol City, Halifax Town, den FC Chester und Bath City, bevor er nach Liverpool zurückkehrte, um dort als Scout Talente für seinen ehemaligen Klub zu sichten. 70-jährig verstarb er dort am 12. März 1949.

## Erfolge
- Englischer Meister: 1901, 1906